# أدريانا فوسا
أدريانا فوسا (بالإسبانية: Adriana Fossa) عارضة أزياء سابقة وممثلة وسيدة أعمال فنزويلية. ( ولدت في كاراكاس في الثامن من يونيو عام 1968 )، زوجة باولو مالديني، ومن المساهمين في (شركة سوييت ييرز للازياء) المملوكة لباولو مالديني وكريستيان فييري .

## روابط خارجية
- أدريانا فوسا على موقع IMDb (الإنجليزية)